# Айн-Халаким
Айн-Халаким (араб. عين حلاقيم‎) — небольшой город на западе Сирии, расположенный на территории мухафазы Хама. Входит в состав района Масьяф. Является центром одноимённой нахии.

## Географическое положение
Город находится в юго-западной части мухафазы, к западу от хребта Джебель-Хелу, на высоте 508 метров над уровнем моря.

Айн-Халаким расположен на расстоянии приблизительно 40 километров (по прямой) к юго-западу от Хамы, административного центра провинции и на расстоянии 152 километров к северу от Дамаска, столицы страны.

## Население
По данным официальной переписи 2004 года численность населения города составляла 1216 человек (611 мужчин и 605 женщин). Насчитывалось 377 домохозяйств. В конфессиональном составе населения преобладают алавиты.

## Транспорт
Ближайший гражданский аэропорт — Международный аэропорт имени Басиля Аль-Асада.